# Марек Колбович
Марек Антоні Колбович  (пол. Marek Antoni Kolbowicz, 11 червня 1971) - польський веслувальник, олімпійський чемпіон.

## Виступи на Олімпіадах
| Олімпіада    | Дисципліна     | Місце |
| ------------ | -------------- | ----- |
| Атланта 1996 | четвірка парна | 9     |
| Сідней 2000  | двійка парна   | 6     |
| Афіни 2004   | четвірка парна | 4     |
| Пекін 2008   | четвірка парна | 1     |